# Стефан Байрактаров
Стефан Георгиев Байрактаров е български общественик, краевед и историк.

## Биография
Роден е в Сливен на 21 август 1923 г. Завършва СУ „Климент Охридски“, специалност „История и философия“. Участва в първата и във втората фаза на Втората световна война (1944 – 1945).
От 1948 г. учи и живее в Димитровград. Работи като бригадир на 3 смени в бригада „Млада гвардия“. От 1980-те години започва да пише книги и сценарии и да режисира филми на военна и краеведска тематика. Бил е председател на Градския комитет по физкултура и спорт и председател на Физкултурно дружество „Миньор“.
На 23 октомври 2000 г. Централният съвет на Съюза на ветераните в България издава грамота и присъжда на Стефан Георгиев Байрактаров званието „Почетен член на Съюза на ветераните от войните в България“.
Издал е 25 книги на военна тематика и на теми за родния край и е автор на 16 документи филма. Първата му книга – историческият сборник „Участието на населението от община Димитровград във Втората световна война“, излиза през 1999 година. Филмите и книгите му срещат положителен отзвук у гражданите.
Почетен гражданин на Димитровград от 2013 г. Умира на 29 септември 2014 г. в Димитровград.

## Творчество

### Филмография
Стефан Георгиев Байрактаров е автор (сценарист и режисьор) на следните документални филми:
- „Втората световна война, героизмът и жертвите от община Димитровград“ – 2008 г.
- „Четиридесет и три спомена на ветерани от Втората световна война от община Димитровград“ – 2008 г.
- „Втората световна война и революционното движение в община Димитровград и близките селища“ – 2009 г.
- „Възникване и изграждане на Димитровград и участието на ветераните от войните“ – 2009 г.
- „Искаш ли да те уважават – побеждавай“ – 2009 г.
- „Кооперативното движение в община Димитровград“ – 2009 г.
- „Втората световна война и участието на населението от общините и областите на Югоизточния съвет на Съюза на ветераните от войните в България“ – 2010 г.
- „Историята пише се с кръв....“ – 2010 г.
- „Втората световна война и децата на Русия“ – 2010 г.
- „България във Втората световна война /1939 – 1945 г./ – 2010 г.
- „Изграждане на младежкото единство и Национална младежка строителна бригада „Млада Гвардия“ – Димитровград“ – 2011 г.
- „Балкански войни“ – 2011 г.
- „България през Първата световна война“ – 2011 г.
- „Нови форми и средства в родолюбивата и патриотична дейност на Областния съвет на ветераните от войните – Хасково“ – 2011 г.
- „Туристическо дружество „Хеброс“ Димитровград и туризмът в общината“ – 2012 г.
- „Възникване, изграждане и опазване на Третата българска държава 1876 – 1886 г.“ – 2012 г.